# Veľký Horeš
Veľký Horeš est un village de Slovaquie situé dans la région de Košice.

## Histoire
Première mention écrite du village en 1214.
La localité fut annexée par la Hongrie après le premier arbitrage de Vienne le 2 novembre 1938. En 1938, on comptait 1408 habitants dont 76 d'origines juives. Elle faisait partie du district de Medzibodrožie (hongrois : Bodrogközi járás). Le nom de la localité avant la Seconde Guerre mondiale était Velký Gýreš/Nagy-Géres. Durant la période 1938 - 1944, le nom hongrois Nagygéres était d'usage. À la libération, la commune a été réintégrée dans la Tchécoslovaquie reconstituée.

## Démographie

### Évolution de la population
| Année:               | 1994. | 2004.   | 2014.   | 2024.   |
| -------------------- | ----- | ------- | ------- | ------- |
| Nombre de personnes: | 927   | 960     | 1053    | 1014    |
| Différence:          |       | +3,55 % | +9,68 % | -3,70 % |

| Année:               | 2023. | 2024.   |
| -------------------- | ----- | ------- |
| Nombre de personnes: | 1004  | 1014    |
| Différence:          |       | +0,99 % |

## Transport
Le village possède une gare sur la ligne de chemin de fer 190 entre Košice et Čierna nad Tisou.